# Michelle Wie

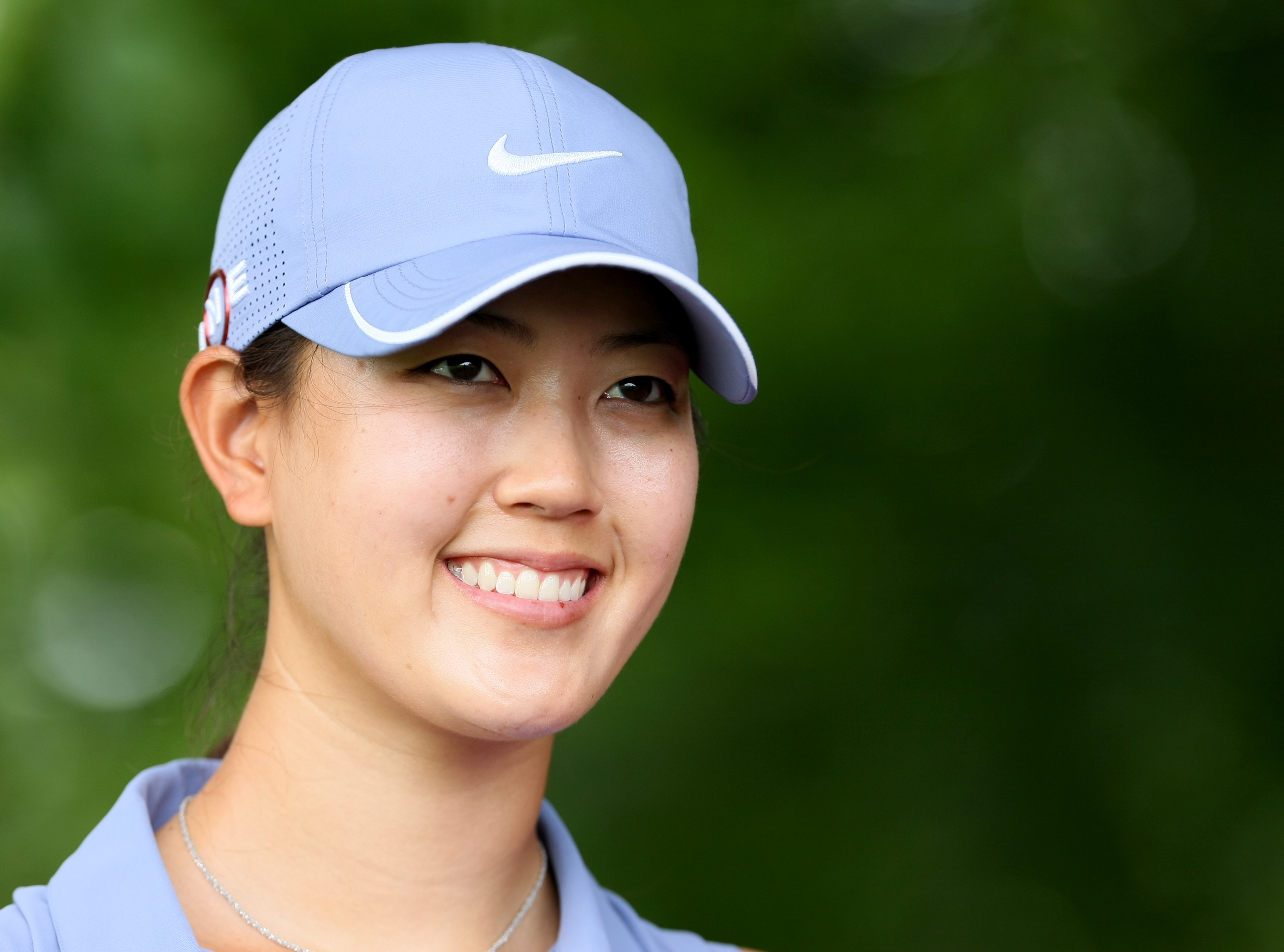
Wie in 2009

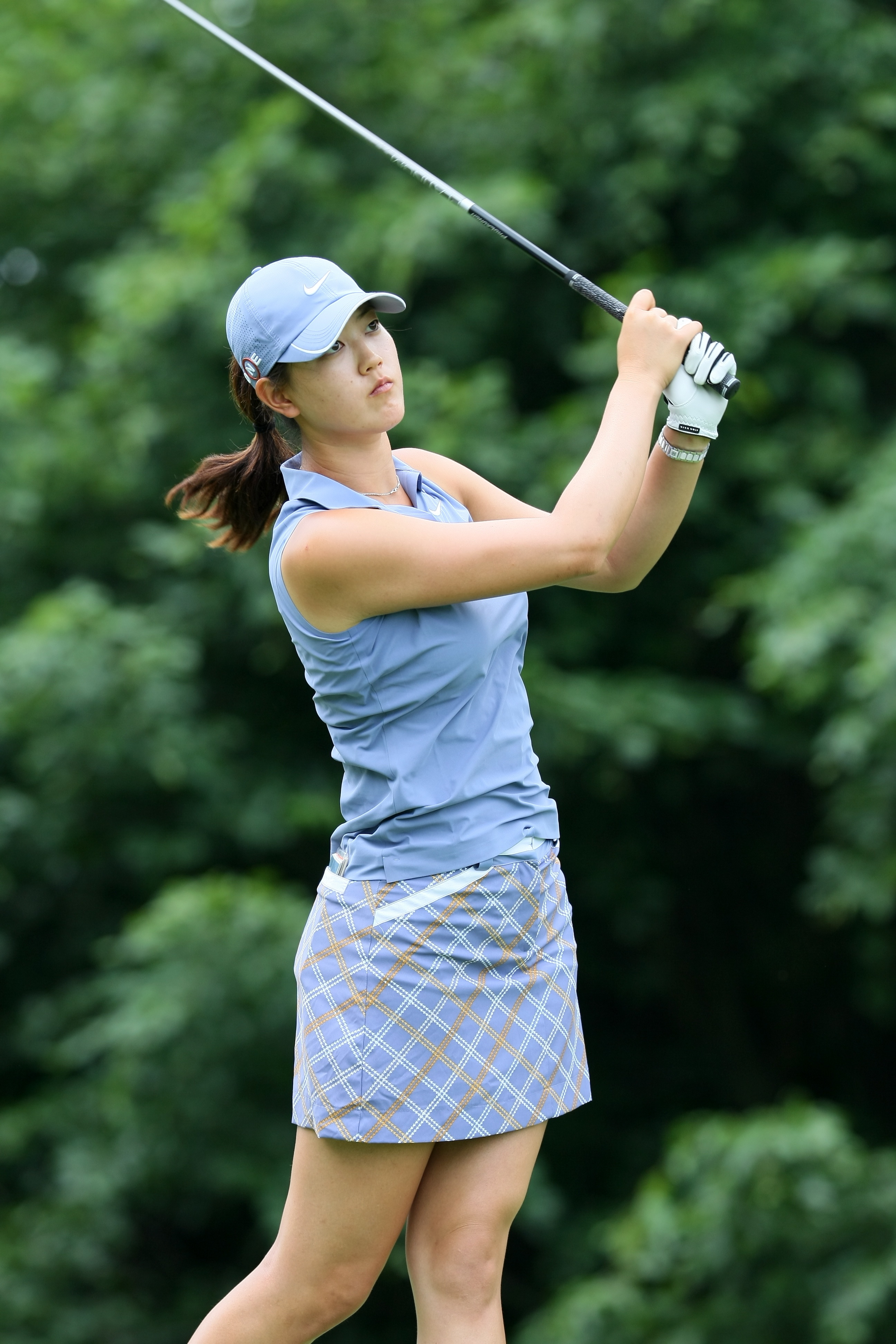
Wie in 2009

Michelle Sung Wie (Honolulu, 11 oktober 1989) is een golfprofessional met de Amerikaanse nationaliteit. Ze speelt op de Amerikaanse PGA Tour (LPGA Tour).

## Biografie
Wie werd uit Koreaanse ouders geboren te Honolulu. Haar vader, wiens vader professor was in Seoel, emigreerde vóór haar geboorte naar Honolulu waar hij professor werd aan de Universiteit van Hawaï. Haar moeder won in 1985 het Zuid-Koreaans amateurkampioenschap golf. Wie zelf werd later lid op de Waialae Country Club op Hawaï. Later studeerde ze aan de Stanford-universiteit.

## Amateur
Wie heeft als voormalig amateur een aantal records op haar naam staan:
- jongste speelster die zich kwalificeerde voor het USGA Amateur Kampioenschap
- jongste winnares van het US Amateur Public Links
- jongste speelster die zich voor een toernooi kwalificeerde van de LPGA Tour (van 2002 tot en met 2007)

Gewonnen
- 2001: Hawaii State Women’s Stroke Play Championship; Jennie K. Wilson Women’s Invitational
- 2002: Hawaii State Open

Teams
- Curtis Cup: 2004 (winnaars)

## Professional
Wie werd in 2005, kort voor haar 16de verjaardag, professional. Om lid te worden van een PGA Tour moest ze wachten totdat zij achttien jaar was, dus van 2005-2008 speelde zij alleen toernooien op invitatie. In december 2008 werd zij 7de op de Tourschool zodat zij in 2009 op de Amerikaanse Tour mocht spelen.
Wie is de damesprofessional die het meest tegen herenprofessionals heeft gespeeld: acht toernooien op de Amerikaanse PGA Tour, twee op de Japan Golf Tour en een toernooi op de Europese PGA Tour, de Canadese PGA Tour en de Nationwide Tour. In 2006 speelde zij in Zuid-Korea het 10de SK Telecom Open van de Aziatische PGA Tour en was na Se Ri Pak de tweede vrouw die erin slaagde de cut te halen op een mannentoernooi.
Gewonnen
LPGA Tour
- 2009: Lorena Ochoa Invitational (-13)
- 2010: CN Canadian Women's Open (-12)
- 2014: LPGA Lotte Championship (-14), US Women's Open (-2)

Teams
- Solheim Cup: 2009 (winnaars), 2011, 2013